# Kanton Boulogne-sur-Mer-Nord-Ouest
Der Kanton Boulogne-sur-Mer-Nord-Ouest war von 1985 bis 2015 ein französischer Kanton im Arrondissement Boulogne-sur-Mer, im Département Pas-de-Calais und in der Region Nord-Pas-de-Calais. Sein Hauptort war Boulogne-sur-Mer.

## Geografie
Der Kanton lag im Mittel 12 Meter über Normalnull, zwischen 0 und 110 Metern. Die höchste und die niedrigste Erhebung lagen jeweils in Boulogne-sur-Mer.

## Gemeinden
Der Kanton bestand aus einer Gemeinde und einem Teil der Stadt Boulogne-sur-Mer (angegeben ist die Gesamteinwohnerzahl, im Kanton lebten etwa 12.600 Einwohner der Stadt):
| Gemeinde         | Einwohner Jahr | Fläche km² | Bevölkerungsdichte | Code INSEE | Postleitzahl |
| ---------------- | -------------- | ---------- | ------------------ | ---------- | ------------ |
| Boulogne-sur-Mer | 42.537 (2013)  | –          | – Einw./km²        | 62160      | 62200        |
| Wimereux         | 7.010 (2013)   | 7,71       | 909 Einw./km²      | 62893      | 62930        |